# 杨柳镇 (乐山市)
杨柳镇，是中华人民共和国四川省乐山市五通桥区曾经下辖的一个镇。2019年12月，撤销杨柳镇，将其所属行政区域划归竹根镇管辖。

## 行政区划
杨柳镇撤销前下辖以下地区：
杨柳湾社区、杨柳村、翻身村、瓦窑村、青龙村、多宝村、万里村、龙门坝村、柑子村、红军村和红豆村。